# Joaquín Clausell

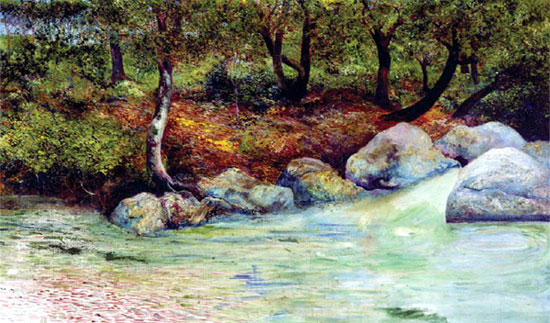
Claudell, paisagem com bosque e rio.

Joaquín Clausell (de nome completo José Joaquín Quirino Marcelino Clausell Franconis) (Campeche, México, Junho de 1866 - Lagoas de Cempoala, México, 28 de Novembro de 1935) foi um jornalista e pintor autodidacta impressionista mexicano.

## Política e jornalismo
Opôs-se à reeleição de Porfírio Díaz em 1887, o que o levou à prisão pela primeira vez.
Ao terminar o bacharelato mudou-se para a Cidade do México com o propósito de estudar engenharia, acabando porém por cursar Direito, terminando os seus estudos em 1896. Durante este período dedicou-se também à caricatura política e ao jornalismo, colaborando com os jornais La Campaña Electoral de 1866, El Hijo del Ahuizote, El Diario del Hogar e El Universal. Em 1892 forma um partido anti-reeleccionista e escreve para o La República.
Posteriormente funda e dirige o jornal de oposição El Demócrata (1893-95), no qual publicou uma reportagem de Heriberto Frías sobre a repressão sofrida pelos índios tomochitecos em Chihuahua, o que lhe valeu ser novamente encarcerado, sendo as instalações do jornal fechadas.

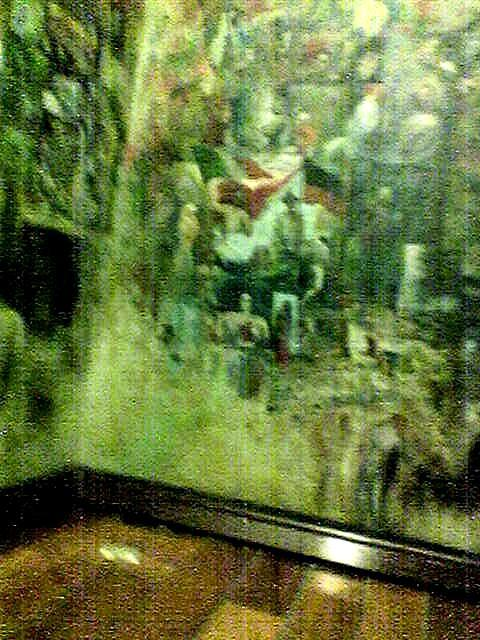
Mural de seu estúdio, Cidade do México

## Pintura
Ao sair da prisão, mudou-se para Nova Iorque e daí para Paris.
Na França conhece Camille Pissarro e Claude Monet e torna-se amigo de Émile Zola e de Gerardo Murillo que alentaram a sua vocação para a pintura. Regressa ao México mantendo a esperança nos ideais revolucionários, devotando-se por inteiro à pintura aos 35 anos de idade. 
Morre de forma acidental próximo das Lagoas de Cempoala, Morelos em 28 de Novembro de 1935.